# トリニタイト

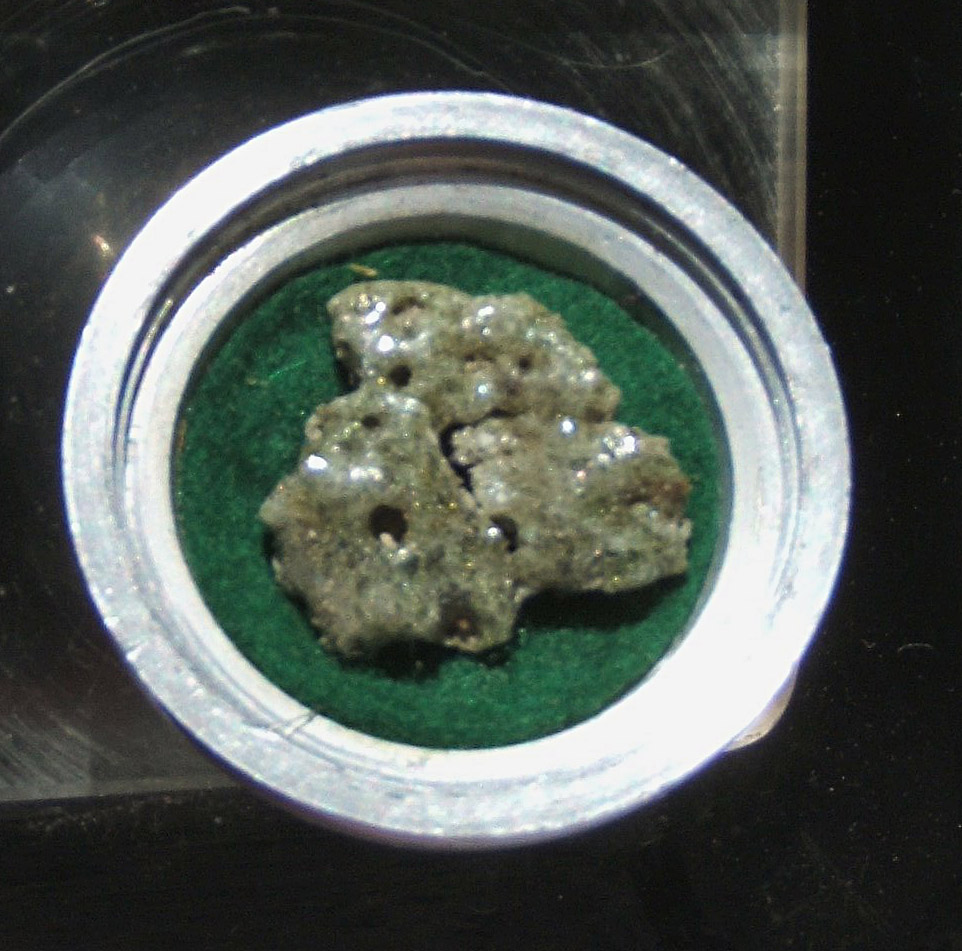
トリニタイト

トリニタイト (trinitite) はトリニティ実験の際に砂漠の砂が高温にさらされ一度溶けて生成された人工鉱物である。本来はトリニティ実験における生成鉱物に対して命名されたものであるが、この呼称は現在では核実験によって生成される同種の鉱物に対しても使われている（ロシアでは、ユーリ・ハリトンにちなんで「ハリトンチキ Харитончик」と呼ぶ）。
主成分はケイ素で淡い緑色を帯びたガラス質であるが、他の色のものも存在する。中レベルの放射性があるが、短時間では素手で取り扱うことも可能である。土壌由来の鉄のほか、原爆に使われたバラトール由来のバリウムを含む。
1940年代後半から50年代初期にかけて、鉱物マニアの間に新種の鉱石として流通した。今日でも当時のトリニティ実験場において採取することは可能であるが、ほとんどが1952年にアメリカ原子力委員会によって埋め立てられてしまっている。今やこの実験場から持ち出すことは違法になっているが、違法になる以前のものは今でもコレクターの手元にあり、インターネット上で売りに出されていることもある。
この石の生成過程についてロスアラモス国立研究所の科学者であるRobert HermesとWilliam Strickfadenらが2005年に説明している。簡単に言えば、砂が単に火球に曝されただけで生成されたわけではなく、火球の中に舞いあげられた砂が溶けて液体になって降り積もったというものである。
近年の論文  では、トリニタイトに含まれる長寿命の放射性同位体のレベルについて報告されている。

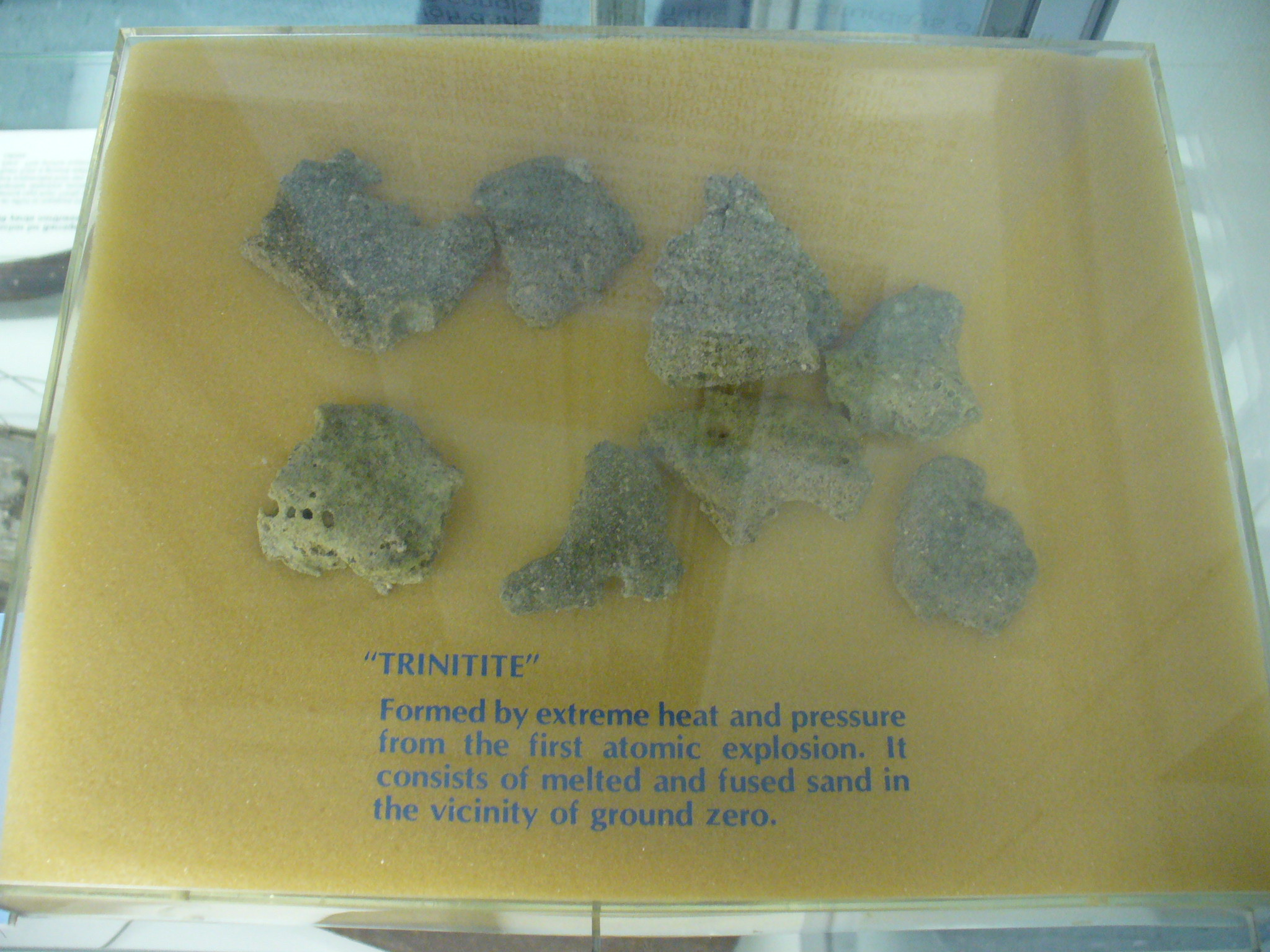
トリニタイト
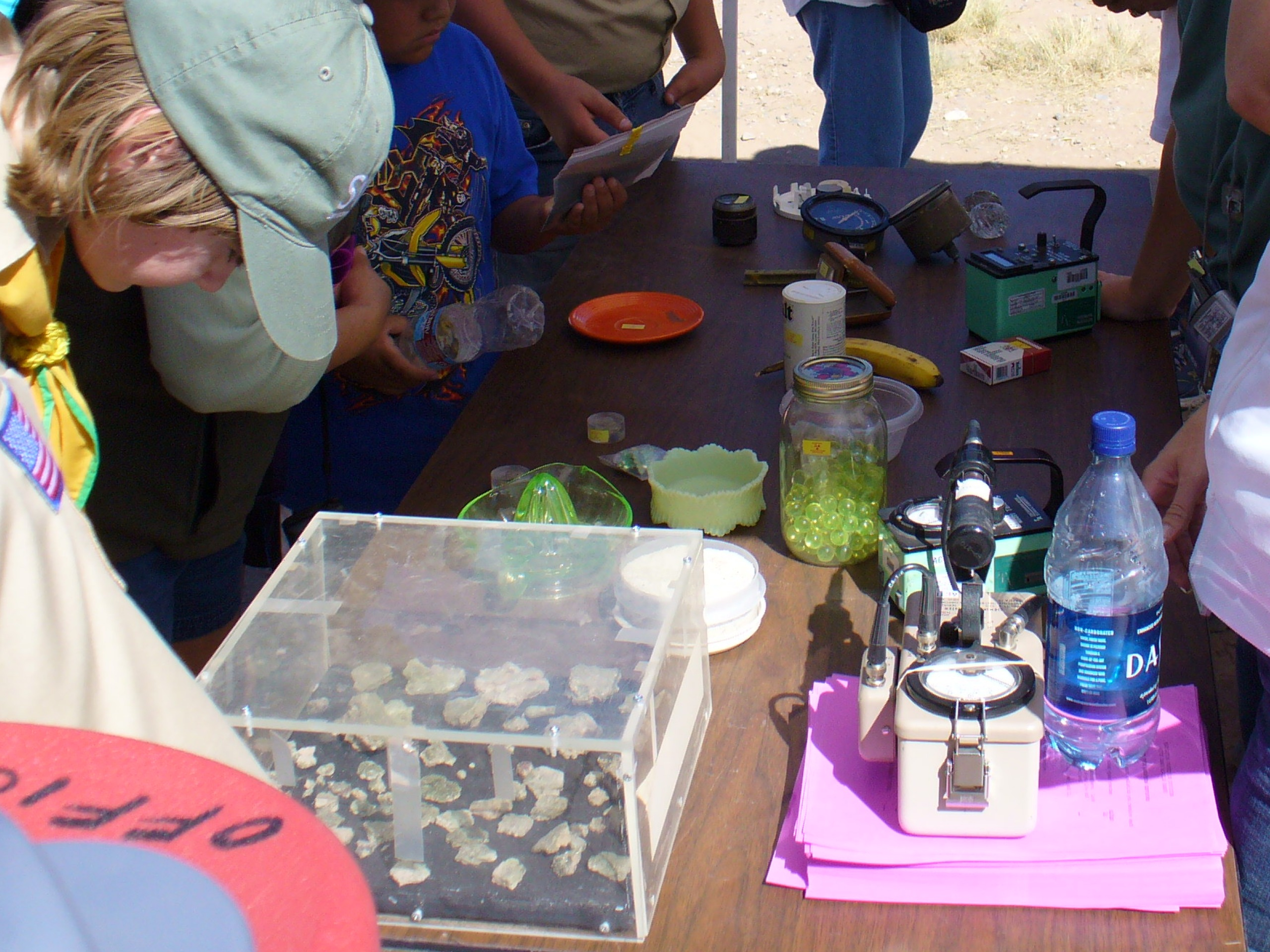
トリニタイトと各種放射性物質の展示 蛍光緑色の玉を入れた瓶には放射能標識が見られる
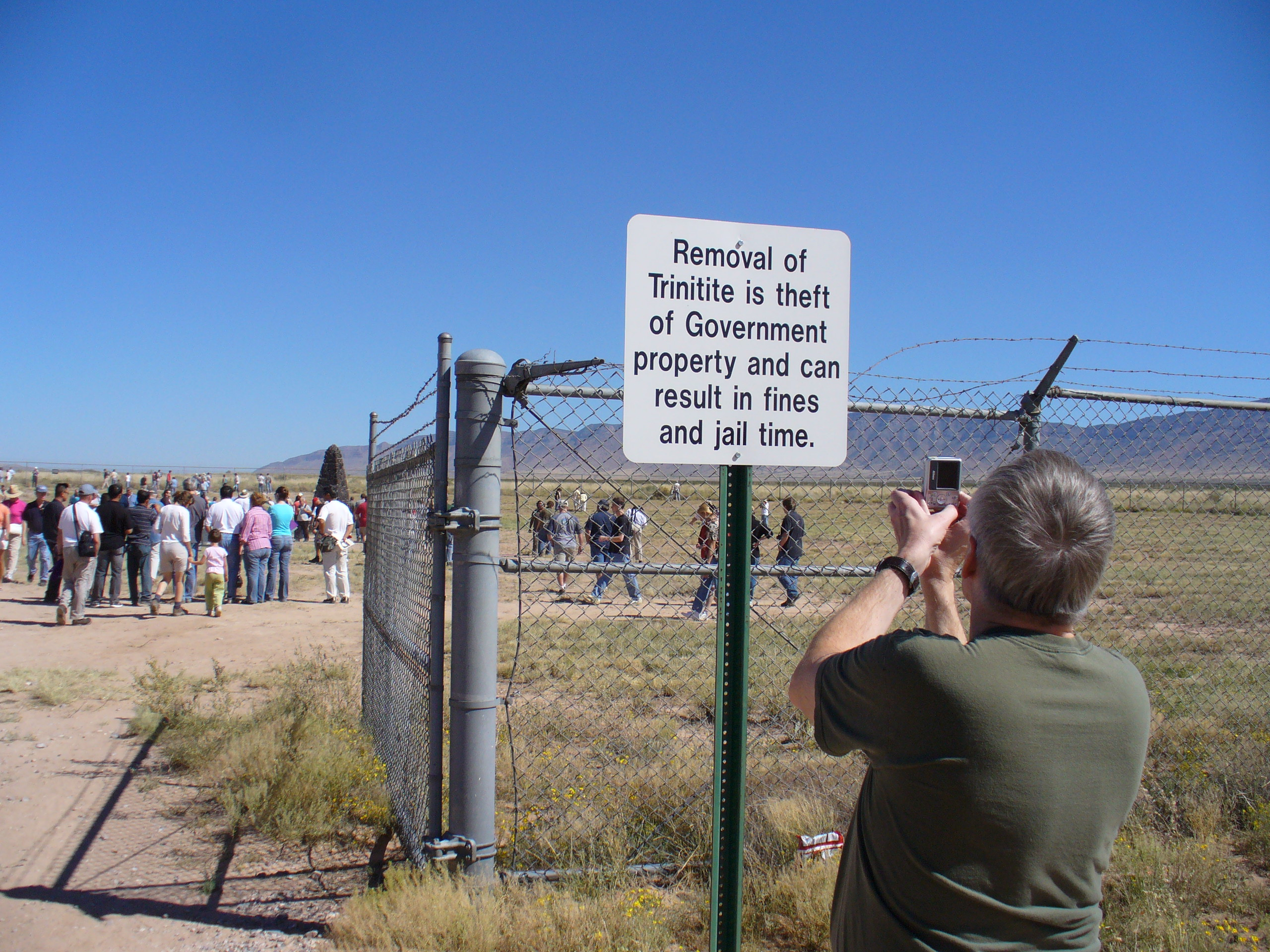
トリニタイトを持ち出さないよう記載された看板
- セミパラチンスク核実験場のRDS-1実験の爆心地の映像（2015年撮影）。黒みを帯びたトリニタイトが見られ、強い放射線を放っているのがわかる